# Bélmegyer
Bélmegyer es un pueblo ubicado en el distrito de Békés, en el condado de Békés, Hungría.

## Superficie
Posee una superficie de 63,05 kilómetros cuadrados.

## Demografía
Hasta 2019 la población era de 901 habitantes, con una densidad de población de 14,29 habitantes por kilómetro cuadrado.